# Bass Generation
Bass Generation er et studiealbum af den svenske sanger, musikproducer, sangskriver og DJ Basshunter, der udkom den 25. september 2009 på Hard2Beat.

## Spor
| #   | Titel                                      | Længde |
| --- | ------------------------------------------ | ------ |
| 1.  | "Every Morning"                            | 3:19   |
| 2.  | "I Promised Myself"                        | 2:38   |
| 3.  | "Why"                                      | 3:12   |
| 4.  | "I Can't Deny" (feat. Lauren)              | 4:00   |
| 5.  | "Don't Walk Away"                          | 3:02   |
| 6.  | "I Still Love"                             | 3:33   |
| 7.  | "Day & Night"                              | 2:55   |
| 8.  | "I Will Learn to Love Again" (feat. Stunt) | 3:08   |
| 9.  | "Far from Home"                            | 4:11   |
| 10. | "I Know U Know"                            | 2:46   |
| 11. | "On Our Side"                              | 3:55   |
| 12. | "Can You"                                  | 2:25   |
| 13. | "Plane to Spain"                           | 5:25   |
| 14. | "Every Morning" (Michael Mind Edit)        | 3:43   |
| 15. | "Numbers"                                  | 3:20   |

## Hitlister
| Hitliste (2009-2010)                | Højeste placering |
| ----------------------------------- | ----------------- |
| New Zealand (RIANZ)                 | 2                 |
| SA Top 20 (RSG)                     | 14                |
| Dance/Electronic Albums (Billboard) | 15                |
| Irland (IRMA)                       | 16                |
| Storbritannien (OCC)                | 16                |
| Heatseekers Albums (Billboard)      | 34                |
| Danmark (Album Top-40)              | 39                |
| Frankrig (SNEP)                     | 41                |
| Schweiz (Schweizer Hitparade)       | 73                |

| Land                                                                                          | Certificering | Salg     |
| --------------------------------------------------------------------------------------------- | ------------- | -------- |
| Storbritannien (BPI)                                                                          | Guld          | 100.000^ |
| *Salgstal baseret på certificering alene. xUspecificerede tal baseret på certificering alene. |               |          |